# Хорхе Монтт
Хорхе Монт Альварес (ісп. Jorge Montt Álvarez Латиноамериканська іспанська: [ˈxoɾxe ˈmont]; 26 квітня 1845 — 8 жовтня 1922) — віце-адмірал військово-морського флоту Чилі, президент Чилі з 1891 по 1896 рік.
Народився в Касабланці, Чилі, був племінником попереднього чилійського президента Мануеля Монтта, і двоюрідним братом майбутнього президента Педро Монтта. Після закінчення Військово-морської академії в 1861 році, брав участь у Першій тихоокеанської війні (1864—1866) і Другої тихоокеанської війні (1879—1883). Взяв участь у громадянській війні, спрямованої проти президента Хосе Мануеля Бальмаседа, ставши спочатку лідером опозиції, а в 1891 році був обраний президентом Чилі.